# Betta ferox
Betta ferox (лат.) — вид лабиринтовых рыб из семейства макроподовых (Osphronemidae), обитающий в Юго-Восточной Азии. До появления научного описания образцы этого вида идентифицировали как Betta taeniata или Betta pugnax.
Свое название получил от латинского ferox, что означает «дикий, буйный, несдержанный, храбрый, отважный, неистовый», эпитет, описывающий поведение «бойцовой рыбки».

## Внешний вид и строение
Максимальный размер — 6,3 см.
Тело относительно высокое, его высота у начала спинного плавника составляет 31,4-35,0 %, а высота хвостового стебля 19,0-22,1 % стандартной длины. Это высокие значения как для представителя рода Betta. Голова сравнительно короткая (30,0-33,6 % стандартной длины), морда тупая.
Спинной плавник сдвинут далеко назад (предорсальная длина составляет 63,5-68,0 % стандартной длины), длина основания спинного плавника — 11,8-13,0 % стандартной длины. В спинном плавнике 0-1 жесткий и 8-9 мягких лучей, всего 9-10. Длина основания анального плавника составляет около половины стандартной длины (48,3-53,6 %), преанальная длина — 45,7-51,0 % стандартной длины, плавник имеет 1-2 твердых и 24-26 мягких лучей (всего 26-27). Хвостовой пловец ланцетный по форме, спинной, хвостовой и анальный заостренные на концах. В брюшных плавниках по 1 твердому и 5 мягким лучам, среди них один длинный нитевидный, произрастающий на 23,0-38,6 % стандартной длины. Грудные округлые плавники, имеющие по 12 лучей, их длина составляет 21,1-23,8 % стандартной длины.
29-31 боковая чешуя , 9½-10 рядов чешуй в поперечном направлении у начала спинного плавника.
Самцы обычно крупнее самок, спинной и хвостовой плавники у них более заострены на концах.
У самцов тело красновато-коричневое, брюхо светлее. Чешуи на боках имеют по центру зеленовато-голубую блестящую точку. Жаберные крышки и горло отсвечивают зеленовато-голубым цветом. Нижняя губа черная, короткая горизонтальная черная полоса проходит через глаз, черная маркировка присутствует также в нижней части головы. Вдоль тела проходят 3 темные полосы: верхняя от верхнего края глаза до верха основания хвостового плавника, центральная — серединой тела, а нижняя — снизу основания грудного плавника до низа основания хвостового плавника, сочетаясь с центральной полосой над задней третью анального. Присутствует четкая точка в основе хвостового плавника.
Спинной и хвостовой плавники коричневые, на межлучевых мембранах они покрыты поперечными рядами чередующихся черных и голубых точек. Анальный плавник коричневый, ближе к краю имеет голубую полосу, за которой следует тонкая темная кайма. Брюшные плавники коричневые у основания и голубые в наружной части и на нитях; грудные плавники бесцветны.
Самки имеют бежевое тело, брюхо у них беловатое. У них почти нет блестящих чешуек на теле и жаберных крышках. По сравнению с самцами, у самок на плавниках меньше красок, менее четки поперечные полоски на спинном и хвостовом плавниках.
B. ferox схожа со своими географическими соседями B. apollon и B. stigmosa, но рисунок из темных точек на голове у нее гораздо слабее интенсивности.

## Распространение
Вид распространен на очень небольшой территории в южном (полуостровном) Таиланде, в провинции Сонгкхла, в ампхе Хатъяй (англ. Hat Yai). Был обнаружен только в местности Борипат (Bori Pat), расположенной примерно в 35 км к западу от Ратспхун (Rattsphun). Площадь ареала примерно 4 км.
Их ловили в небольшой реке с быстрым (0,4 м/с) течением, почва состояла из гравия и частично песка. Они держались у берегов, где течение было медленнее, обычно между корнями и ароидными растениями.

## Содержание в аквариуме
В аквариумах встречается очень редко. Удалось добиться размножения в неволе в Германии. Инкубирует икру во рту.